# FX.25
 (octobre 2023).
FX.25 est un protocole de transmission de données par la radio, hérité de AX.25, auquel est rajouté une couche de correction d'erreur (Forward Error Correction), basée sur le Code de Reed-Solomon.
Cette correction est alors faite dans la couche du Modèle OSI, ce qui réduit le nombre de retransmissions nécessaires, et améliore la capacité du canal dans le cas de transmission unidirectionnelle. Le taux de trames décodées peut alors passer de 15 % à 45 %.
FX.25 pour être compatible avec AX.25, tant en mode connecté que sans connexion, est conçu de façon à s'ajouter a l'infrastructure AX.25 sans devoir la modifier, La structure des signaux leur permettent d'être reçus sur un récepteur AX.25 standard (qui ne bénéficie alors évidemment des capacités de correction d'erreur).